# Naricolax
Naricolax is een geslacht van eenoogkreeftjes uit de familie van de Bomolochidae. De wetenschappelijke naam van het geslacht is voor het eerst geldig gepubliceerd in 1983 door Ho, Do & Kasahara.

## Soorten
- Naricolax atypicus Ho, Do & Kasahara, 1983
- Naricolax chrysophryenus (Roubal, Armitage & Rohde, 1983)
- Naricolax hoi Hutson & Tang, 2007
- Naricolax insolitus Ho & Lin, 2003
- Naricolax longispina Ho & Lin, 2005
- Naricolax stocki (Roubal, 1981)